# 胡塔 (切爾沃諾赫拉德區)
胡塔（烏克蘭語：Гута），是烏克蘭西部的村莊，隸屬利維夫州的舍普季茨基區。該村面積1.75平方公里，海拔高度216米，2001年人口511，人口密度每平方公里291.67人。